# Bátyú
Bátyú (ukránul Батьово [Batyоvо], korábban Узловоє [Uzlovoje]) szeliscse Ukrajnában, Kárpátalján, a Beregszászi járásban.

## Földrajz
A település a Munkácsi, Ungvári és Beregszászi járás területének találkozásánál fekszik (Beregszásztól 36 km-re), a Szernye-patak partján. Önálló községi tanáccsal rendelkezik. A község határában kanyarog a Bótrágy-patak.

### Éghajlat
Éghajlata mérsékelten kontinentális. Az átlagos hőmérséklet a faluban 11°C. Az év legmelegebb hónapja a július, az átlaghőmérséklet 21,9 °C. Januárban az átlaghőmérséklet -1,5 °C. Egész évben jelentős mennyiségű csapadék esik, még a legszárazabb hónapban is, 820 mm. A decemberi a legnagyobb relatív páratartalom: 80%, a legalacsonyabb az augusztusi: 63%.

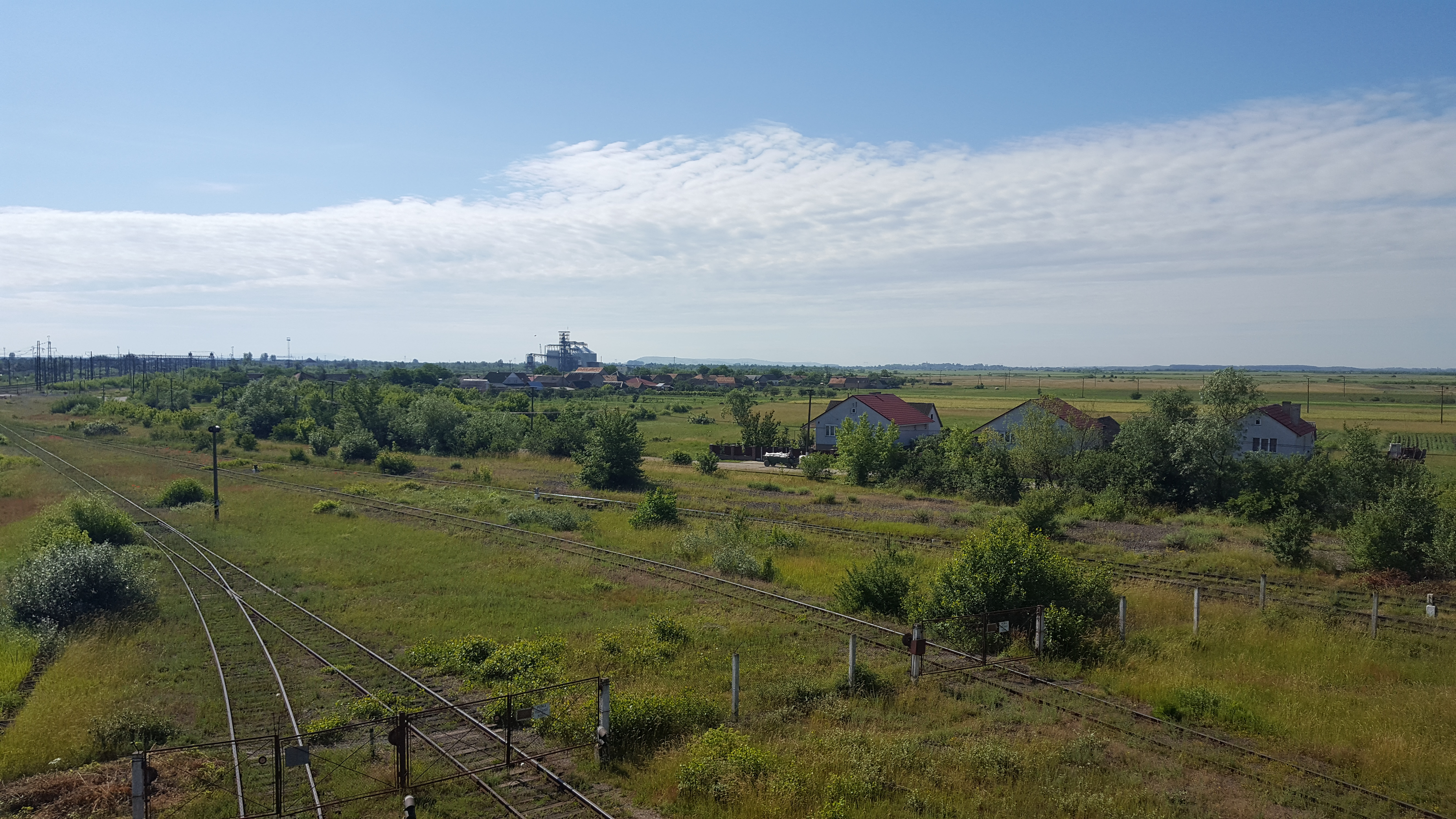
Bátyú, légifelvétel

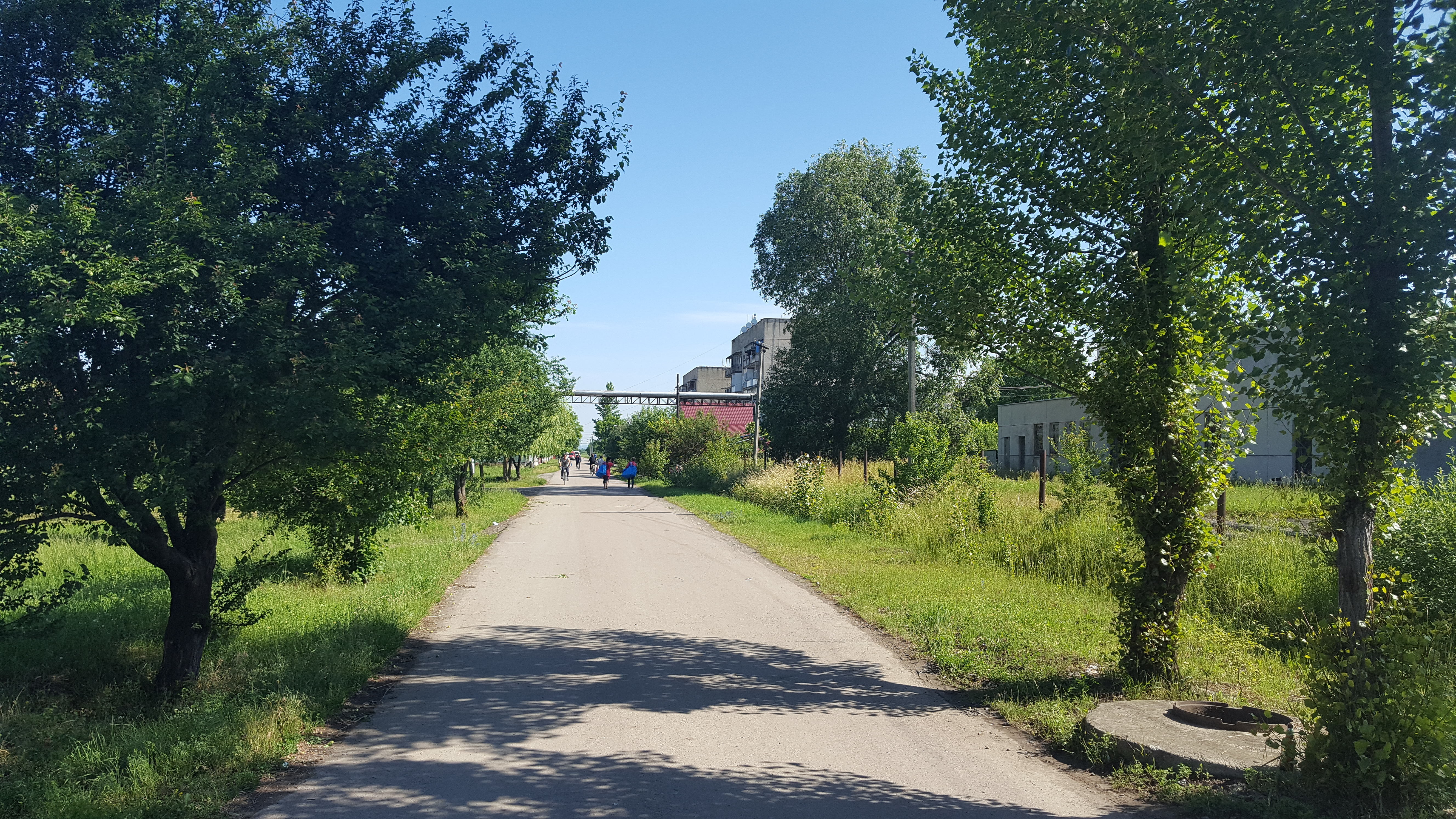
Bátyú, utcakép

## Történelem
Árpád-kori falu. A néphagyomány szerint a helység első alapítói pásztorok és fafaragók voltak. Nevének első említése az okiratok szerint a 12. századra tehető. A falu nevének magyarázatára három, tudományosan nem bizonyított elmélet létezik. Az egyik szerint a faluban – mivel eredetileg a mainál közelebb feküdt a Tiszához, s a folyó gyakran elöntötte – nagy volt a sár, és innen kapta a Kátyú nevet, mely később Bátyúra változott. A másik szerint itt pihent meg Batu kán, és innen ered a falu neve.
Eredetileg a Betke család birtoka volt, akiktől a 13. század elején megvásárolta Simon bán, Bánk bán veje, és a lónyai uradalomhoz csatolta. A Lónyayak 1285-től 1920-ig voltak a falu birtokosai.
A 18. század végén Vályi András így ír róla: „BÁTTYÚ. Magyar falu Bereg Vármegyében, fekszik Botrágyhoz két órányira földes Ura Lónyai Uraság, lakosai reformátusok, földgye jó gabonát terem, legelője elég van, ’s mind a’ kétféle fája, szőlő hegye Somon, és Kászonyon egy mértföldnyire, a’ hol kézi munkával is kereshet, némellyek fát téli időben a’ Tisza partyára hordanak, és ott szokták eladni, réttyei vizessek, hallal, és tsíkkal bővelkednek, ’s Ungvárra, és Munkátsra szokták hordani eladás végett, harmadik Osztálybéli.”
Fényes Elek 1851-ben kiadott geográfiai szótárában így ír a faluról: „Bátyú, magyar falu, Beregh vármegyében, Kaszonyhoz 1 1/4 mfdnyire. 3 r. kath., 10 gör. kath., 483 ref. lak. Ref. szentegyház. Róna földe fekete s termékeny; erdeje szép; rétjei vizenyősek; fával, hallal, csikkal bővelkedvén, ezekkel jutalmas kereskedést folytat. F. u. a Lónyay nemzetség. Ut. p. Beregszász.”
Bátyú akkor indult igazán fejlődésnek, amikor a 19. század második felében megépült az északkeleti vasút. A trianoni békéig Bereg vármegye Mezőkaszonyi járásához tartozott. Az első világháborút követően a község Csehszlovákiához került, majd 1938-tól Magyarországhoz tartozott 1944 őszéig, amikor a szovjet csapatok megszállták.
Ennek következtében az Ukrán Szovjet Szocialista Köztársaság, s ezzel együtt a Szovjetunió részévé vált. Ekkor a sztálinisták 140 férfit hurcoltak el innen, közülük 38-an sohasem tértek haza.  Az 1980-as években a mai gazdasági nehézségek nem vetítették előre árnyékukat, így a vasút vezetői a jövő városát látták Bátyúban. A tervek szerint a lakosságnak meg kellett volna háromszorozódnia, illetve végleg városiasodnia kellett volna.
1991 óta a független Ukrajna része. A falu hajdan a Tiszához közelebb feküdt. (A községet 2001 tavaszán csak a vasúti töltések és a helyi önkéntesek mentették meg az árvízi katasztrófától.)
A munkaképes lakosság jelentős részét jelenleg is a vasút foglalkoztatja, amely az utóbbi időben jelentős beruházásokra tesz szert. A vasút a falunak lakótelepeket építtetett, melyekbe az ország belső területeiről idetelepülő vasúti és egyéb szakemberek családjai költöztek, de a városiasodási tervekből napjainkra tulajdonképpen nem lett semmi. A vasút fejlesztési terve magába foglalta az új művelődési ház és szórakoztató központ és szolgáltató centrum építését is.

### Napjainkban
A nagyközségnek postája, orvosi rendelője, mentőállomása, gyógyszertára van. Helyben magyar tannyelvű középiskola, valamint ukrán általános iskola működik. Óvodájában ukrán és magyar csoporttal is foglalkoznak. A falusi könyvtárban mintegy 2000 kötet található magyar nyelven. A helyi kereskedelmi egységek – ABC-k, kávézók, butikok, bárok – száma meghaladja a harmincat. Közülük néhány (például a Millennium és az Ági), mint étterem, konyhát is működtet. Itt helyi specialitások is készülnek.
Az egyházközség 1993-ban visszakapta a parókia, valamint a helyi romos állapotban lévő kórház épületét. Ezután megkezdődött az épületek helyrehozatala, amely óriási munkát igényelt. Az új parókia épülete lelkészlakásként és gyülekezeti teremként egyaránt funkcionál. A gyülekezetben egyre nagyobb hangsúlyt fektetnek a fiatal egyháztagok támogatására. A Bátyúi Református Fiatalok Közössége – amely a Gábriel-Ifi nevet viseli – több programot is szervez a konfirmáció oktatásban részt vevő és már a lekonfirmált fiatalok számára.

## Népesség
- 1910-ben 1490, túlnyomórészt magyar lakosa volt.[forrás?]
- A 2001-es népszámlálás során a lakosság elérte a 3023 főt, melyből 1954 fő (65,6%) magyar, 993 (32,9%) ukrán, 61 (1%) orosz, továbbá 0,5% egyéb anyanyelvűnek vallotta magát.[5]

## Közlekedés

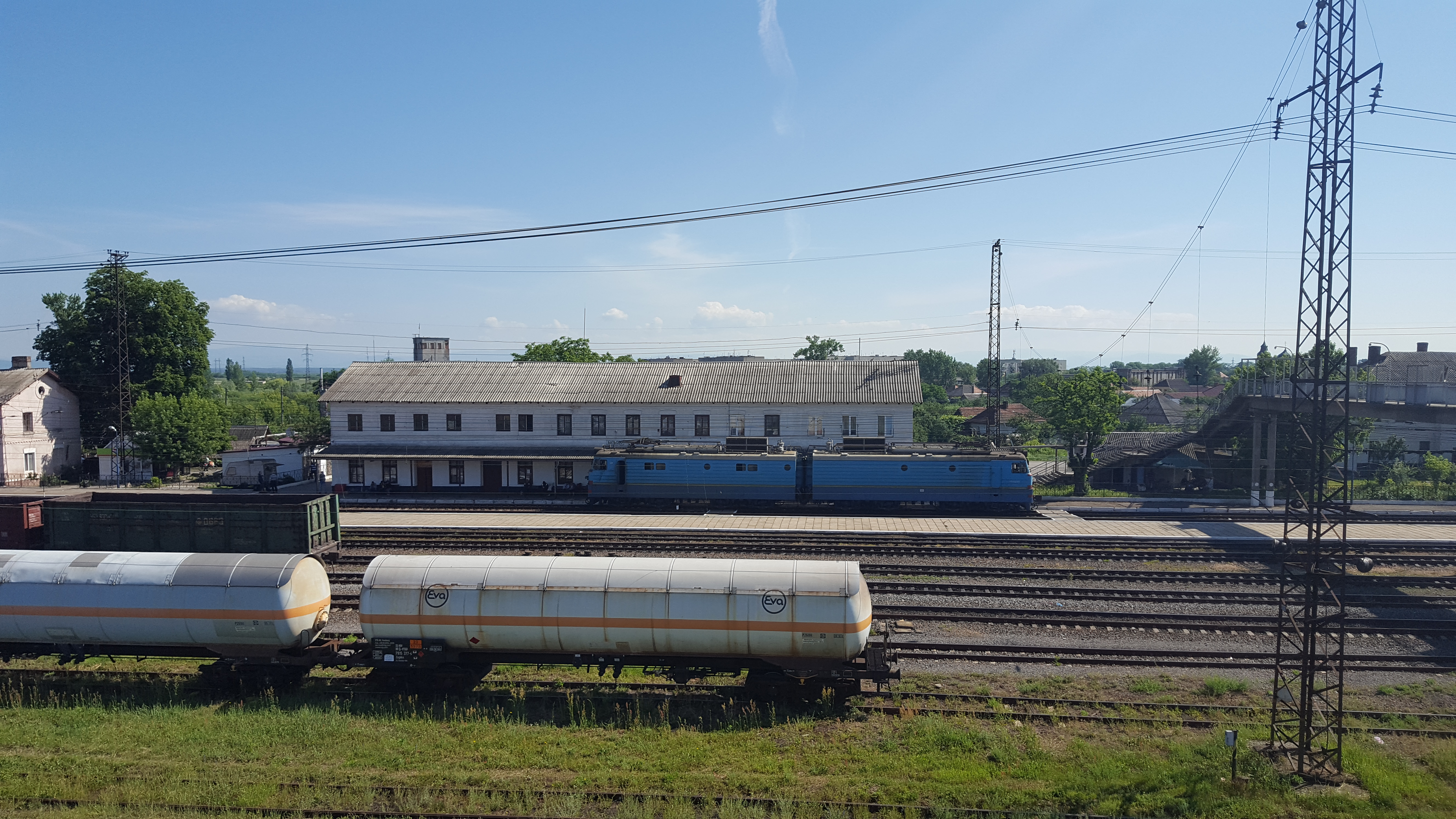
Vasútállomás

Jelentős vasúti személy- és teherforgalmi csomópont. Csap mellett a másik jelentős magyar-szovjet határátkelőhely volt, normál és széles nyomtávú teherforgalmi pályaudvarral. Bátyún halad át több nemzetközi vonat (Budapest és Moszkva között is), valamint itt érintkezik a Csap–Bátyú–Munkács–Lviv- és a Bátyú–Királyháza–Taracköz–Aknaszlatina-vasútvonal.

## Iskola
Bátyú iskolája 1785-ben nyílt meg. Tanítója Szántó András. Elemi iskola volt. Ma már két iskola van Bátyúban: a magyar tannyelvű Bátyúi Középiskola és az ukrán tannyelvű Bátyúi Általános Iskola, plusz a Bátyúi Művészeti Iskola.

## Nevezetességek

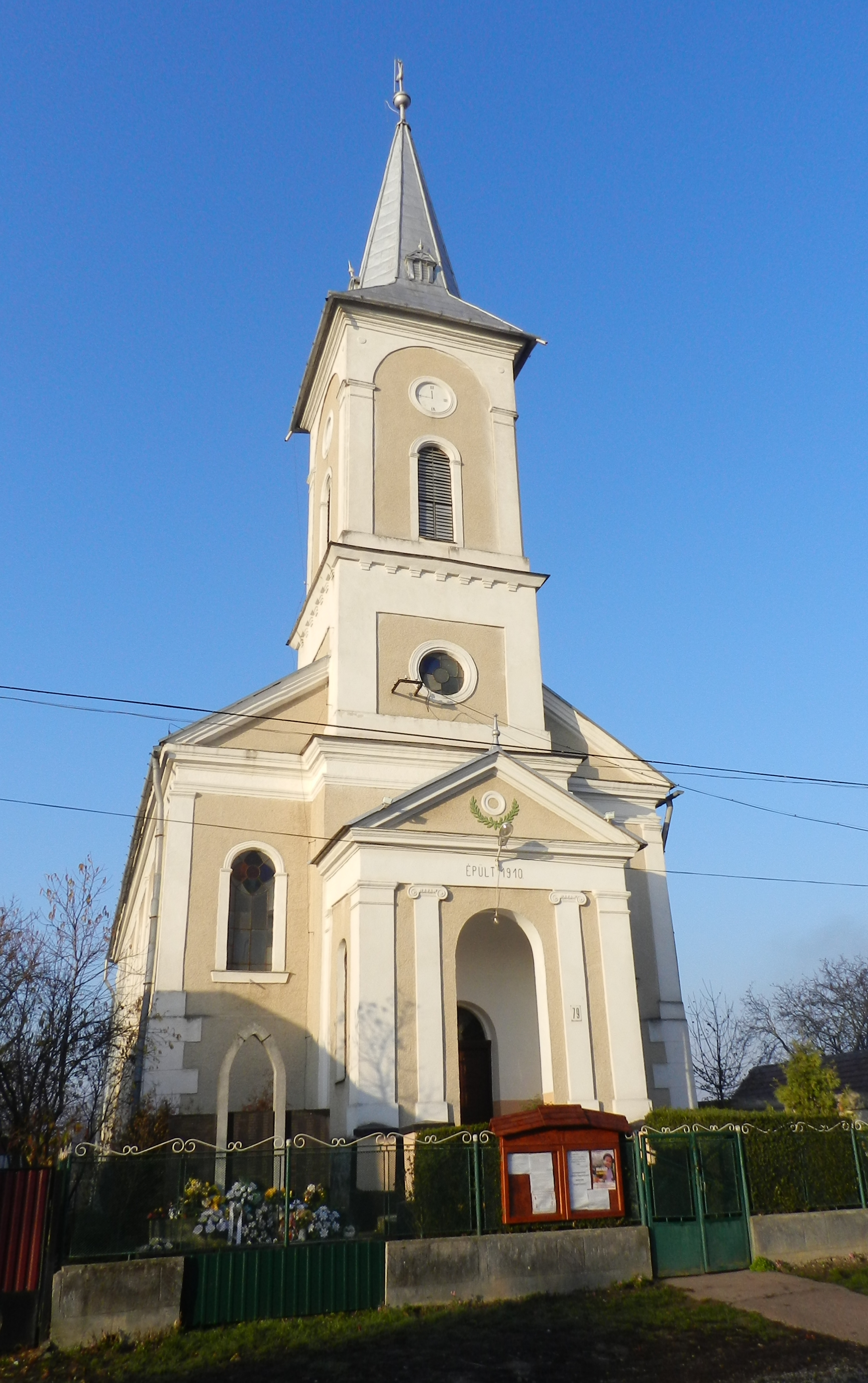
A református templom

- 1992-ben a KMKSZ helyi szervezete kezdeményezésére emlékművet avattak a templomkertben a sztálinizmus helyi áldozatainak.
- A község első kőtemploma 1802-ben épült fel, amely fazsindelyes volt. Ezt 1907-ben tűzvész pusztította el, még a harangja is elolvadt. Mai kőtemplomát 1910-ben építették és 1988-ban újították fel.
- Az egykori Lónyai-kastély tágas parkkal ma szanatórium árva és rossz körülmények között élő gyermekek számára.

## Híres emberek
- Itt született Simon Menyhért (1897–1952), a két világháború közötti időszak Kárpátalja hírlapírója, költője. A cseh érában hat verseskötete jelent meg. Életművének adatait Bagu Balázs helyi nyugodalmazott magyartanár gyűjtötte össze, dolgozta fel, és ő kezdeményezte az emléktábla létesítését.
- A 19. században a Lónyai családon kívül a Bay családnak és Bernáth Zsigmondnak – Mikszáth Kálmán Különös Házasság című regénye egyik hősének – is itt volt a földje.

## Testvérvárosok
- Fót, Magyarország